# 陳模 (南匯知縣)
陈模，浙江海宁人，清朝政治人物。
陈模曾于1768年接替田怡任南汇县知县一职，1769年由杨茂迁接任。